# Heriaeus simoni
Heriaeus simoni är en spindelart som beskrevs av Kulczynski 1903. Heriaeus simoni ingår i släktet Heriaeus och familjen krabbspindlar. Inga underarter finns listade i Catalogue of Life.